# 삼성 갤럭시 알파
삼성 갤럭시 알파(Samsung GALAXY ALPHA)는 삼성전자에서 제조, 판매하는 안드로이드 스마트폰이다.
2014년 8월 13일 공개되어, 2014년 9월 3일 출시했다.

## 라인업 (Line-Up)
- 이전까지는 국내 정식발매된 제품을 기준으로, 대부분 하이엔드 플래그쉽 모델과 로우레인지 보급형 모델로 2분화하여 모델을 출시하던 삼성전자와는 다르게 국내에서 처음으로 발매된 미드레인지 중급형 모델이며, (2018년 1월 현재 기준) 현재까지도 삼성전자에서 미드레인지 중급형 모델로 출시하고 있는 A시리즈 라인업의 모태가 되는 모델이다. (Alpha의 'A'가 A시리즈로 이어짐.)
- 삼성전자 갤럭시S5의 중급형 파생 모델로 본다.
- 중급형 최초 모델이기도 하지만 당시 점점 플래그십 모델의 디바이스 크기가 커져가던 삼성전자에서는 애플사의 아이폰이 채용하고 있었던 작은 크기의 휴대전화를 겨냥하기 위한 모델이기도 하다.
- 따라서 중급기 특성에 맞추어 S5에 최초 채용되었던 지문인식, 광역LTE망등의 기술이 적용되었으나 초고화질 아몰레드 디스플레이, 대용량 배터리, 방수 및 방진 설계 등의 기술은 미적용되었다.

## 외형
국내 정식발매된 삼성 갤럭시 스마트폰 브랜드의 스마트폰 중 최초로 측면 전부분 메탈테두리를 채용하였으며, 갤럭시S5의 패밀리룩은 전면패널 펀칭디자인과 후면 배터리 커버, 갤럭시 노트4의 패밀리룩은 범퍼모양으로 다이아몬드 커팅된 메탈 테두리에 담아내었다.

### 색상/에디션
- 챠콜 블랙
- 다즐링 화이트
- 프로스트 골드
- 슬릭 실버(SK텔레콤 전용)
- 스쿠버 블루(대한민국 미출시)

## CPU
big.LITTLE 기술이 적용된 삼성전자 엑시노스 5 옥타코어 (5430)가 사용되었다.
이는 20 nm의 공정으로 제작된 최초의 모바일용 AP다.

## 운영 체제/소프트웨어

### 안드로이드 4.4 킷캣
안드로이드 OS 4.4.4 킷캣을 탑재하여 출시하였다.

#### 특수 기능
- 다운로드 부스터 : 모바일 데이터와 와이파이 채널을 하나처럼 사용하여 다운로드 속도가 증가한다.

- 리치 톤 HDR 촬영모드 : 사진이나 동영상 촬영 시 HDR 기능을 실시간으로 적용해 어두운 실내나 역광상태에서도 풍부한 색감의 사진을 바로 촬영 할 수 있다.

(※ HDR (High Dynamic Range) : 풍부한 색감의 사진 촬영을 지원하는 기능)
- 셀렉티브 포커스 : 초점이 다른 2가지 사진을 촬영해 합성하는 방식으로, DSLR 카메라에서 볼 수 있는 촬영기법인 아웃포커싱을 소프트웨어적으로 지원하며, 피사체와 배경 중 어디에 초점을 맞출지 촬영 후에 선택해 원하는 사진을 꾸밀 수 있다.

- 그룹 플레이 : 그룹에 참여한 사용자들이 각자 촬영한 동영상을 그룹 생성자가 편집할 수 있는 ‘그룹 캠코더’ 기능이 추가되었다.

- 초절전모드: 휴대전화 사용에 필요한 최소한의 서비스를 제외한 모든 서비스를 종료시키며, 흑백화면 및 최소밝기 조정을 통해 배터리 사용량을 획기적으로 줄여준다. (공식발표 자료 기준 10%에서 24시간 동안 대기가능)

- 심박수 측정 : 기기 뒷면에 탑재된 심박수 측정 센서로 심박수를 확인하거나 기록할 수 있다.

- 긴급 모드 : 위급한 상황에 사용할 수 있도록 손전등, 위급 상황 알람 등의 비상 상황 발생시 필요한 기능을 홈 화면에 배치하고 배터리 수명을 최적화함으로써 긴급 상황에 대비할 수 있도록 만들어준다.

- 도움 요청 메시지 : 긴급 상황에서 전원버튼을 3번 누르면 미리 설정한 연락처에 긴급 메시지가 전송되면 사용자의 위치와 함께 현장의 소리가 5초간 녹음되어 전송된다.

- Geo 뉴스 : 사용자의 위치 정보를 기반으로 황사, 건조, 대설과 같은 기상특보 및 지진, 낙뢰 등의 재해정보를 제공한다.

- 운동 코칭 : 삼성 기어 2, 삼성 기어 2 네오, 삼성 기어 핏을 연동하여 운동목표 및 운동계획에 맞춰 운동을 도와주는 개인 트레이너 기능이 탑재되었다.

### 안드로이드 5.0.2 롤리팝
SM-G850A(AT&T 갤럭시 알파)업데이트 후
2015년 4월 27일 삼성 Kies를 통하여 SKT/KT/LG 통신사의 갤럭시 알파 5.0.2 롤리팝 업데이트가 시작되었다.
- 달빅 캐시(Dalvik cache)를 ART(Android RunTime)으로 완전히 변경
- UI 변경
- 클라우드 프린팅 강화
- 메테리얼 디자인 (Material design) 프로젝트 적용 - 디자인 강화
- 볼타 (Project Volta) 프로젝트 적용 - 배터리 향상

### 안드로이드 6.X.X~ 마시멜로 이상의 소프트웨어 업그레이드
삼성전자는 성능과 안정화등의 문제로 안드로이드 6.X.X이상의 마시멜로 OS부터 업그레이드를 공식적으로 지원하지 않았다.

## 문제
갤럭시 알파는 메탈 디자인, 작은 화면 크기에 대비한 고성능, 중급기의 가격임에도 다양한 삼성 특화 기술의 적용 등으로 상당히 인기가 많았으나, 배터리 용량이 심각하게 낮고 지문인식 센서의 오류로 인해 단종 이후에도 꾸준히 문제가 되고 있다.

### 배터리 문제
기기 성능에 대비하여 현저하게 낮은 1,860mAh의 배터리 용량을 채용하고 있어 사용자 경험 지속에 상당한 누를 끼쳤다

### 지문인식센서 문제
기기 설계 자체가 잘못되어 결함이 존재하며, 그 중 하나인 지문인식센서의 오류로 인해 이 또한 사용자 경험에 상당한 불쾌함을 끼쳤다.

## 변형 기종
| 모델 넘버 | 지역, 이동통신사 (Carrier)         | 통신 방식 (대역)                                             | 특징 |
| --------- | ---------------------------------- | ------------------------------------------------------------ | ---- |
| G8508S    | 중국 차이나모바일                  | TD-SCDMA LTE-TDD 추가 지원, 퀄컴 스냅드래곤 801 MSM8974 탑재 |      |
| G850S/K/L | 대한민국 SK텔레콤, KT, LG 유플러스 | 광대역 LTE-A                                                 |      |
| G850A     | 미국 AT&T                          | 퀄컴 스냅드래곤 801 MSM8974AC 탑재                           |      |

## 같이 보기
- 삼성 갤럭시 S5
- 삼성 갤럭시 노트 4
- 아이폰 6
- 아이폰 6 플러스
- 삼성 갤럭시 A3
- 삼성 갤럭시 A5
- 삼성 갤럭시 A7